# Saint-Parize-le-Châtel
 Saint-Parize-le-Châtel  es una población y comuna francesa, situada en la región de Borgoña, departamento de Nièvre, en el distrito de Nevers y cantón de Saint-Pierre-le-Moûtier.

## Demografía
| 1147 | 1123 | 985 | 982 | 1201 | 1277 |
| Para los censos de 1962 a 1999 la población legal corresponde a la población sin duplicidades (Fuente: INSEE [Consultar]) |      |     |     |      |      |